# Ridha El Louze
Ridha El Louze (Sfax, Protectorado francés de Túnez, 27 de abril de 1953) es un exfutbolista de Túnez que jugaba en la posición de defensa.

## Carrera

### Club
Jugó toda su carrera con el Sfax Railways Sports de 1971 a 1984, equipo con el que anotó 27 goles en 339 partidos.

### Selección nacional
Jugó para Túnez en 23 ocasiones de 1973 a 1979, participó en la Copa Mundial de Fútbol de 1978, la Copa Africana de Naciones 1978 y los Juegos Mediterráneos de 1979.

## Logros
- Copa Palestina de Naciones (1): 1973